# 금속활자장
금속활자장(金屬活字匠)은 금속으로 활자를 만들어서 각종 서적을 인쇄하는 장인을 말한다. 1996년 2월 1일 대한민국의 국가무형문화재 제101호로 지정되었다.

## 개요
금속활자장은 금속으로 활자를 만들어서 각종 서적을 인쇄하는 장인을 말한다. 금속활자 인쇄기술은 세계에서 처음으로 고려시대에 창안되었으나 정확한 시기는 알 수 없다. 고종 19년(1232) 강화도에 천도한 고려 조정이 개경의 서적점(書籍店)에서 찍은 금속활자본 『남명천화상송증도가(南明泉和尙頌證道歌)』를 다시 새겨낸 것이 전하며, 국가전례서인 『상정예문(詳定禮文)』을 금속활자로 찍은 것으로 보아, 이 시기 이전에 금속활자 인쇄가 발달했음을 알 수 있다. 조선시대에는 중앙관서를 중심으로 단계적으로 개량·발전시켰다.
우리나라의 금속활자는 주조기법으로 제작된다. 금속활자의 제작과정은 글자본만들기, 원형만들기, 주조작업, 마무리작업 등 크게 4과정으로 구분할 수 있으며, 주조기법에 따라 두 종류로 나뉜다. 하나는 활자 하나하나를 밀랍으로 만드는 밀랍주조기법으로 초기에 주로 쓰인 방식이다. 다른 하나는 활자의 원형으로 주물틀을 만든 후 찍는 모래주조기법으로 조선시대 초조갑인자 이후 보편화된 방법이다.
금속활자는 글씨를 바탕으로 여러 가지 과학과 기술을 총망라하여 만들어낸 종합예술품으로서, 우리 민족의 우수성을 보여주는 전통공예기술이다.

## 갤러리

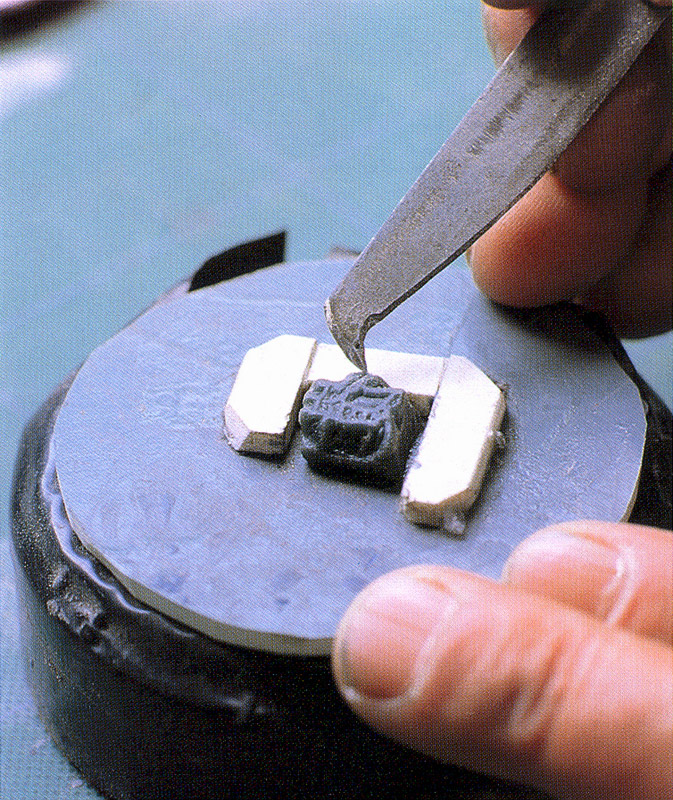

## 보유자
| 구분         | 성명 (생년월일)               | 성별 | 기예능        | 주소                   | 인정·해제일자                   | 비고 |
| ------------ | ----------------------------- | ---- | ------------- | ---------------------- | ------------------------------- | ---- |
| 보유자       | 오국진 (吳國鎭) (1944. 7.19.) | 남   | 금속활자장    | 충북 청주시 수동 165-4 | 1996. 2. 1 인정 2007.09.17 해제 |      |
| 명예보유자   | 오국진 (吳國鎭) (1944. 7.19.) | 남   | 금속활자 제작 | 충북 청주시 수동 165-4 | 2007.09.17 인정 2008.03.24 해제 |      |
| 전수교육조교 | 임인호 (林仁鎬)               | 남   | 금속활자장    |                        | 2004.03.20 인정 2009.12.03 해제 |      |
| 보유자       | 임인호 (林仁鎬)               | 남   | 금속활자장    | 2009.12.03 인정        |                                 |      |